# No Angry Young Man
No Angry Young Man is een Belgische band uit Leuven gevormd rond het trio Jeroen Van Ham, Johan Loeckx en Pieter Hulst.
No Angry Young man schrijft eigenzinnige songs en verwerkt hierbij invloeden van kamerpop en klassieke instrumenten. Met deze stijl zetten ze de traditie verder van andere artiesten zoals  The Divine Comedy, Tindersticks. De cello  heeft een prominente plaats in de arrangementen en speelt vaak de rol van de leadgitaar in combinatie met 3-stemmige zang. No Angry Young Man creëert zo zijn eigen geluid . De naam No Angry Young Man is afkomstig van een uitspraak die Bob Dylan in 1969 deed : "I don't want to protest any more. I never said I was an Angry Young Man". 
In 2009 kwam het eerste titelloze album van de band op de markt, voor deze plaat ging de groep in zee met Bai Kamara Jr die voornamelijk zijn strepen verdiende door zijn samenwerking met Vaya Con Dios. 
In 2013 verscheen opvolger Paris Rains, als producers achter dit project kon No Angry Young Man rekenen op David Poltrock en Werner Pensaert.
Na een pauze van 8 jaar kwam in 2022 de derde plaat “Rise Again” uit. De muziek werd opgenomen in Room 13 te Gent met Ward Neirynck aan de knoppen. Het album bevat 7 songs waarvan een originele cover “Wuthering Heights” van Kate Bush.

## Samenstelling
- Jeroen Van Ham (zang/gitaar)
- Pieter Hulst (cello/ Ukelele / achtergrondzang)
- Johan Loeckx (piano/achtergrondzang)

Gastmusici
- Jo Schelkens  (klarinet)
- Peter Van Driesche (hobo)
- Karel de Backer (drums)
- Daan Richard (hammond/ Rhodes)
- Inti De Maet (gitaar)
- Wouter de Belder (viool & Altviool)
- Winne Spooren (percussie)
- François Laurent (klarinet)
- Tren van Enckevort  (accordeon)
- Makoto Akatsu (viool)
- Manten Van Gils (trombone)
- Pim Dros (drum)
- Peter Verhaegen (contrabas)

## Discografie

### No Angry Young Man(2009)
1. "Song For Suicide"
2. "Generation Failure"
3. "Mary-Jane"
4. "Sister Cute"
5. "Burden"
6. "Part of My Youth"
7. "It Takes Two"
8. "Beautiful Fool"
9. "Wine & Candles"
10. "Skip The Plan"
11. "Rosie"
12. "Shake On"

### Paris Rains(2013)
1. Counting Stars
2. No Man's Land
3. Caroline
4. Paris Rains
5. Fake, Cheat And Lie
6. Alive
7. Before I Sleep
8. Leaving Town
9. Burden (Deluxe)
10. Integrity Falls
11. Whispers And Mourns
12. Morning Sun

### Rise Again(2022)
1. Eyes fixed on one
2. Beyond my grief
3. Rise Again
4. Boy with a gun
5. Wuthering Heights
6. Never leave again
7. Bakerman